# Persboda och Solvik
Persboda och Solvik var till och med år 2005 en av SCB avgränsad och namnsatt småort i Södertälje kommun. Den omfattade bebyggelse i Persboda och Solvik belägna norr om Södertälje i Salems socken. Efter 2005 existerar ingen bebyggelseenhet med detta namn